# Tony Bettenhausen
Tony Bettenhausen était un pilote automobile d'IndyCar américain, né le 12 septembre 1916 à Denison (Texas, États-Unis) et mort accidentellement lors des essais des 500 miles d'Indianapolis le 12 mai 1961. 

## Biographie
Il remporta le championnat de midget cars au Milwaukee Mile en 1942, 1946 et 1947, et fut également déclaré Chicago Raceway Park Champion de la discipline en 1941, 1942 et 1947. Ses courses victorieuses parmi les plus importantes furent le Grand Prix Turkey Night en 1959, et le Hut Hundred en 1955 et 1956.
Deux fois champion des États-Unis en 1951 (AAA) et 1958 (USAC) -121 départs, 21 victoires et 74 "Top 10"-, il compta quatorze participations à l'Indy 500, finissant second lors de l'édition de 1955 (4e en 1958 et 1959, pour un total de 14 participations entre 1946 et 1960). 
En son honneur, la course du championnat USAC de 200 miles organisée sur le Milwaukee Mile porta son nom durant les années 1960

## Distinctions
- National Midget Auto Racing Hall of Fame en 1985;
- Temple international de la renommée du sport automobile en 1991;
- Motorsports Hall of Fame of America en 1997.